# Лінійно-подовжений заряд
Заряд лінійно-подовжений (англ. charge linearly-extensive) — неперервний подовжений заряд вибухової речовини у пластиковій оболонці, який виготовляється і прокладається механізованим способом у вузьку щілину (траншею).
З.л.-п. застосовують для утворення вибухом на викид каналів, траншей і виїмок.
У скельних породах для закладання З.л.-п. проводять підземну виробку (див. заряд штольневий).
Величину З.л.-п. розраховують на одиницю довжини пропорційно квадрату л.н.о. з врахуванням показника дії вибуху або як сукупність зосереджених зарядів, які розташовані один від одного на відстані, що необхідна для суцільної виїмки; сумарну масу зосереджених зарядів рівномірно розподіляють по всій довжині виїмки (лінійно-розподілений заряд).

## ЗАРЯД ТРАНШЕЙНИЙ
ЗАРЯД ТРАНШЕЙНИЙ — різновид лінійно-подовженого заряду ВР, який укладається паралельно до проектного дна висаджуваної виїмки у траншею, яка попередньо відкрита екскаватором.

## ЗАРЯД ШТОЛЬНЕВИЙ
ЗАРЯД ШТОЛЬНЕВИЙ — різновид лінійно-подовженого заряду ВР, призначений для утворення у міцних гірських порід вибухом на викид траншей або каналів. Застосовується також на косогорах для висадження на скид. З.ш. закладається у штольню, проведену паралельно проектній осі дна утворюваної виїмки.